# 钢筋混凝土

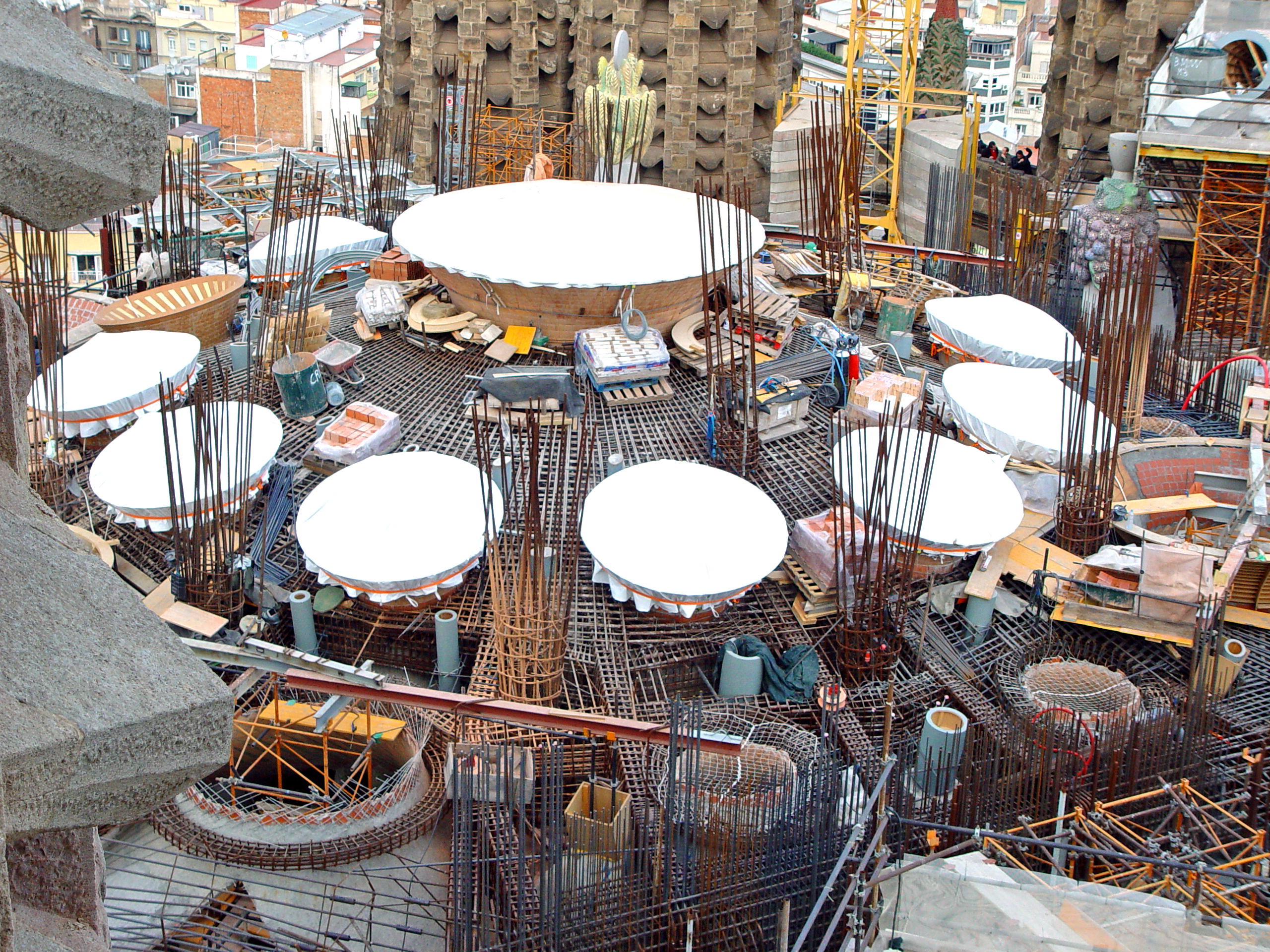
施工中的巴塞罗那圣家堂钢筋屋顶（2009年）

钢筋混凝土（英語：Reinforced Concrete，Ferroconcrete，RC），工程上常简称为钢筋砼或钢混，是指通过在混凝土中加入钢筋、钢筋网、钢板或纤维而构成的一种组合材料，两者共同工作从而改善混凝土抗拉強度不足的力学性质，为混凝土加固的一种最常见形式。

## 历史及发展
钢筋混凝土的发明出现在近代，通常认为法国园丁约瑟夫·莫尼尔于1849年发明钢筋混凝土并于1867年取得包括钢筋混凝土花盆以及紧随其后应用于公路护栏的钢筋混凝土梁柱的专利。1872年，世界第一座钢筋混凝土结构的建筑在美国纽约落成，人类建筑史上一个崭新的纪元从此开始，钢筋混凝土结构在1900年之后在工程界方得到了大规模的使用。1928年，一种新型钢筋混凝土结构形式预应力钢筋混凝土出现，并于二次世界大战后亦被广泛地应用于工程实践。钢筋混凝土的发明以及19世纪中叶钢材在建筑业中的应用使高层建筑与大跨度桥梁的建造成为可能。

### 钢筋混凝土结构的发展现状
目前在中国，钢筋混凝土为应用最多的一种结构形式，同时也是世界上使用钢筋混凝土结构最多的地区。其主要原材料水泥产量于2010年达到18.82亿吨，占世界总产量70%左右。

## 材料特性

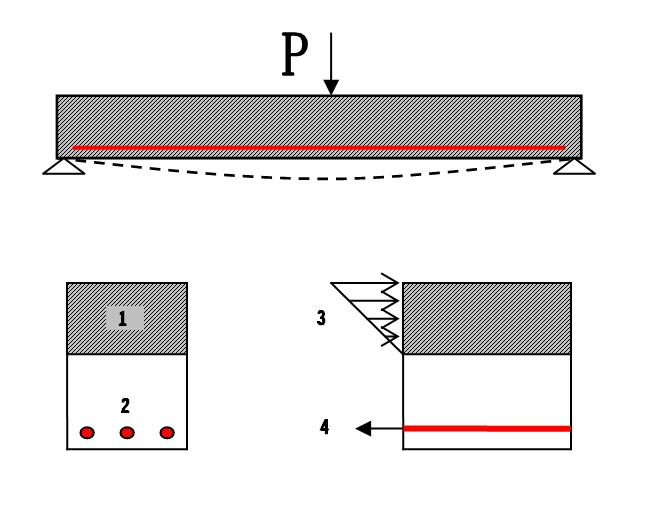
图2:简支梁应力分布

混凝土是水泥（通常硅酸盐水泥）与骨料（粗骨料如石块，细骨料如砂子）的混合物。当加入一定量水分的时候，水泥水化形成微观不透明晶格结构从而包裹并锁定骨料成为刚体结构。通常混凝土结构拥有较强的抗压强度（大约28MPa）。但是混凝土的抗拉强度（例如梁的弯曲）较低，任何可察觉的拉应力都会破坏混凝土微观刚体晶格，导致混凝土的开裂和分离。而绝大多数结构构件内部都有受拉应力作用的需求，故未加钢筋的混凝土极少被单独使用于工程。
相较混凝土而言，钢筋抗拉强度非常高，一般在200MPa以上，故通常人们在混凝土中加入钢筋等抗拉的加劲材料与之共同工作，由钢筋承担其中的拉力，混凝土承担压应力部分。例如在图2简支梁受弯构件中，当施加荷载P时，梁截面上部受压，下部受拉。此时配置在梁底部的钢筋承担拉力（4），而上部阴影区所示混凝土（2）承受压力（3）。在一些小截面构件里，除了承受拉力之外，钢筋同样可用于承受压力，这通常发生在柱子之中。钢筋混凝土构件截面可以根据工程需要制成不同的形状和大小。由于钢筋与混凝土应力传递，与二者的结合长度线性相关。因此在结合长度不足情况下，应该增加钢筋的嵌齿（cog）、钩形（hook）、端部板形（plate）等结构。
同普通混凝土一样，钢筋混凝土在28天后达到设计强度（掺有较多粉煤灰等掺料的混凝土，强度增长较慢，允许另行确定强度检测时间）。

### 钢筋混凝土的工作原理
钢筋混凝土之所以可以共同工作是由它自身的材料性质决定的。首先，钢筋与混凝土有着近似相同的热膨胀系数，相同溫度下，鋼筋和混凝土之間错动很小。其次，混凝土硬化时，水泥与钢筋表面有良好的粘结，使得任何应力可以有效地在二者之间传递；通常钢筋的表面也被加工成粗糙的、有间隔的波纹状肋条（称为螺纹钢）来进一步提高混凝土与钢筋之间的粘结；当此仍不足以传递钢筋与混凝土之间的拉力时，通常将钢筋的端部弯起180度弯钩。第三，水泥中的碱性物质如氢氧化钙、氢氧化钾、氢氧化钠提供了碱性环境，使得钢筋表面形成了一层钝化保护膜，因此比中性与酸性环境的钢筋更不易腐蚀。一般说来，pH值在11以上的环境才能有效保护钢筋不被锈蚀；暴露于空气之中，由于受到二氧化碳酸化作用，钢筋混凝土的pH值缓慢降低，当低于10，钢筋就要受到锈蚀。因而工程施工中需保证保护层厚度。

### 选用钢筋的规格和种类
钢筋混凝土中的受力筋含量通常很少，从占构件截面面积的1%（多见于梁、板）至6%（多见于柱）。钢筋的截面为圆型。钢筋的直径在美国从0.25至1英吋，每级1/8英吋递增；在欧洲从8至30毫米，每级2毫米递增；在中国大陆从3至40毫米，共分为19等。在美国，根据钢筋中含碳量，分成40钢与60钢两种。后者含碳量更高，且强度和刚度较高，但难于弯曲。在腐蚀环境中，电镀、外涂环氧树脂、和不锈钢材质的钢筋亦有使用。

### 混凝土与钢筋的配比
仅在梁的受拉部分加入钢筋的称作单筋梁（singly reinforced beam），在梁的受压部分也加入钢筋的称作双筋梁（doubly reinforced beam）。少筋梁（under-reinforced beam）是指梁的受拉能力小于受压能力，即梁的受拉部分缺少钢筋加强。超筋梁（over-reinforced beam）是指梁的受拉能力大于受压能力，即梁的受拉部分的钢筋加强过多。适筋梁（balanced-reinforced beam）是指梁的受拉能力匹配受压能力。
钢筋混凝土梁在承受弯曲力矩的形变时，如果是欠筋梁，混凝土还没有达到最终失效条件时受拉钢筋首先屈服发生塑性伸长，随后受压的混凝土也发生延展性屈服，表现为很大的形变与警讯；超筋梁在受拉的钢筋没有屈服前，受压的混凝土就屈服了，表现为突然的脆性失效；适筋梁表现为受压混凝土与受拉钢筋同时失效，这也是非常危险的，因为缺乏警讯。因此，受力的钢筋混凝土构件一般应设计为少筋，以便在构件失效前给用户足够的警讯。

## 常见的失效形式

### 钢筋锈蚀与混凝土的冻融循环
钢筋锈蚀与混凝土的冻融循环会破坏混凝土的结构造成损伤。当钢筋锈蚀时，锈迹扩展，使混凝土开裂并使钢筋与混凝土之间的结合力丧失。当水穿透混凝土表面进入内部时，受冻凝结的水分体积膨胀，经过反复的冻融循环作用，在微观上使混凝土产生裂缝并且不断加深，从而使混凝土压碎并对混凝土造成永久性不可逆的损伤。
在潮湿与寒冷气候条件下，对钢筋混凝土路面、桥梁、停车场等可能使用除冰盐的建筑结构物，应使用环氧树脂钢筋或者热浸电镀、不锈钢钢筋等材料作为加强筋。环氧树脂钢筋可以通过表面的浅绿色涂料轻松识别。更便宜的办法是使用磷酸锌作为钢筋的防锈涂料，磷酸锌与钙离子与氢氧根离子反应生成稳定的羟磷灰石。防水材料也用来保护钢筋混凝土，如夹层填入膨润土的无纺土工布。亚硝酸钙Ca(NO2)2作为缓蚀剂，按照相对于水泥重量1-2%的比例添加，可以防护钢筋的腐蚀。因为亚硝酸根离子是一种温和的氧化剂，与钢筋表面的亚铁离子（Fe2+）结合沉淀为不可溶的氢氧化铁（Fe(OH)3）.

### 碳化作用
正确地说应该是叫碳酸化作用，习惯通称为碳化作用。混凝土中的孔隙水通常是碱性的，根据Pourbaix图，钢筋在pH值大于11时是惰性的，不会发生锈蚀。空气中的二氧化碳与水泥中的碱反应使孔隙水变得更加酸性，从而使pH值降低。从构件制成之时起，二氧化碳便会碳酸化构件表面的混凝土，并且不断加深。如果构件发生开裂，空气中的二氧化碳将会更容易更容易进入混凝土的内部。通常在结构设计的过程中，会根据建筑规范确定最小钢筋保护层厚度，如果混凝土的碳化削弱了这一数值，便可能会导致因钢筋锈蚀造成的结构破坏。
测试构件表面的碳化程度的方法是在其表面钻一个孔，并滴以酚酞，酚酞是一种常用的酸碱指示剂，在pH＜8.2的环境里为无色的内酯式结构，当pH＞10时为粉红色的醌式结构。未碳酸化的混凝土部分呈碱性因而显示粉色，通过观察变色部分便可得知碳酸化混凝土的深度。

### 氯化腐蚀
氯化物，包括氯化钠，会对混凝土中的钢筋造成点腐蚀。因此，拌合混凝土时只允许使用清水，然而有時候會有使用海洋石材的海砂屋，必須使用大量的純水洗淨。同样使用盐来为混凝土路面除冰是不合适的。

### 碱骨料反应
碱骨料反应或碱硅反应、碱集料反应（Alkali Aggregate Reaction，簡稱AAR，包括 Alkali Silica Reaction (ASR) 以及 Alkali-carbonate reaction (ACR)），是指当水泥的碱性过强时，骨料中的非结晶硅成分（SiO2）溶解并游离在高pH（12.5 - 13.5）的水中，与水泥中的氢氧根离子发生反应生成硅酸盐，与水泥中的氢氧化钙反应生成水合硅酸钙，引起混凝土的不均匀膨胀，导致开裂破坏。它的发生条件为（1）骨料中含有相关活性成分——非结晶的二氧化硅；（2）环境中有足够的氢氧根离子；（3）混凝土中有足够的湿度，相对湿度大于75%。这种反应被称为混凝土之癌，不论是否加强了钢筋，混凝土中都会有此反应。例如，混凝土的大坝。

### 高铝水泥的晶体转变
高铝水泥对弱酸特别是硫酸盐有抗性，同时早期强度增长很快，具有很高强度和耐久性。在第二次世界大战后被广泛用于预应力钢筋混凝土。但是由于内部水化物晶体的转型，其强度会随时间推移而下降，在湿热环境下更为严重。在英国，随着發生三宗使用高铝预应力混凝土梁的屋顶倒塌個案，这种水泥在当地于1976年被禁止使用，虽然后来被证明有制造缺陷，但禁令仍然保留。

### 硫酸盐腐蚀
地下水或土壤中的硫酸盐会与硅酸盐水泥反应生成具有膨胀性的副产品例如矾石（ettringite）或碳硫硅钙（thaumasitein）从而导致混凝土的早期失效。

## 钢板混凝土
钢板混凝土施工中，工人现场将钢板构件焊接，节省了绑扎钢筋的时间。而且钢板混凝土具有较大的刚度，因为钢板包裹在混凝土之外，拉应力是最大的。故而多用于超高层建筑。

## 纤维混凝土
纤维混凝土主要用于喷浆施工，但也可用于普通混凝土施工。钢纤维和玻璃纤维是最常用的纤维，其费用并不比人工绑扎钢筋混凝土贵多少。
碳纤维亦非常适用于加固混凝土，但价格高昂，故一般用于失效钢筋混凝土的加固补救措施。